# Dominique Arnaud
Pour les articles homonymes, voir Arnaud.
Dominique Arnaud est un ancien coureur cycliste français né le 19 septembre 1955 à Tarnos,, dans le département des Landes et mort le 20 juillet 2016 à Dax.

## Biographie
Professionnel de 1980 à 1991, il remporte notamment trois étapes du Tour d'Espagne et le Grand Prix de Rennes.

## Équipes
Dominique Arnaud a été engagé par différentes équipes :
- 1980 : Reynolds (Espagne)
- 1981 : Puch - Wolber (France)
- 1982 à 1983 : Wolber (France)
- 1984 à 1985 : La Vie Claire (France)
- 1986 à 1989 : Reynolds (Espagne)
- 1990 à 1991 : Banesto (Espagne)

## Palmarès

### Palmarès amateur
- Amateur
  - 1970-1978 : 75 victoires
- 1978
  - Tour de l'Yonne :
    - Classement général
    - Une étape

  - 2e du Grand Prix Récapet
  - 2e de la Ronde de l'Isard
- 1979
  - Tour du Béarn

### Palmarès professionnel
- 1980
  - 16e étape du Tour d'Espagne
- 1981
  - 2e du Tour du Limousin
  - 2e du Grand Prix de Plouay
  - 2e de l'Étoile des Espoirs
  - 3e du Grand Prix de Saint-Raphaël
- 1982
  - 14e étape du Tour d'Espagne
- 1983
  - Grand Prix de Rennes
  - Tour du Limousin
- 1984
  - 4e de la Flèche wallonne
- 1985
  - 3ea étape du Tour d'Armorique
  - 3ea étape du Ruban granitier breton
  - 3e étape du Tour de France (contre-la-montre par équipes)
  - 4e étape du Tour du Limousin
- 1986
  - 5e étape du Tour de Catalogne
- 1987
  - 3e étape du Tour d'Andalousie
  - 16e étape du Tour d'Espagne
- 1988
  - 2e du Grand Prix Le Télégramme
- 1990
  - 4e étape du Tour du Vaucluse
  - 6e étape du Grand Prix du Midi libre (contre-la-montre)
  - 2e du Grand Prix du Midi libre

### Résultats sur les grands tours

#### Tour de France
11 participations
- 1981 : 24e
- 1982 : 36e
- 1983 : 26e
- 1984 : 54e
- 1985 : 22e, vainqueur de la 3e étape (contre-la-montre par équipes)
- 1986 : 76e
- 1987 : abandon (20e étape)
- 1988 : 48e
- 1989 : 30e
- 1990 : 59e
- 1991 : 77e

#### Tour d'Espagne
4 participations
- 1980 : 54e, vainqueur de la 16ea étape
- 1982 : 22e, vainqueur de la 14e étape
- 1987 : 50e, vainqueur de la 16e étape
- 1989 : 38e

#### Tour d'Italie
4 participations
- 1983 : 25e
- 1985 : 34e
- 1988 : 38e
- 1991 : 33e